# Pernille Obel
Pernille Obel (* 25. April 1966) ist eine ehemalige dänische Fußballspielerin.

## Karriere
Obel spielte zuletzt im Seniorinnenbereich bis Dezember 1989 für Fortuna Hjørring in der 3F Ligaen, der seinerzeit höchsten Spielklasse im dänischen Frauenfußball. Danach gehörte sie vom 1. Januar 1990 bis zum 31. Juli 1991 Hillerød GI und vom 1. August 1991 bis zum 30. Juni 1992 dem Rødovre BK an.
Für die A-Nationalmannschaft kam sie in sieben Jahren in 31 Länderspielen zum Einsatz, in denen sie acht Tore erzielte. Ihr Debüt erfolgte am 17. April 1985 in Dublin beim 4:0-Sieg über die Nationalmannschaft Irlands.
Sie bestritt im Jahr 1990 in Agia Napa ein Spiel und im Jahr 1991 in Tróia fünf Spiele im Turnier um den „Open Nordic Cup“, der als Alternative zum Turnier um die (seit 1982 nicht mehr durchgeführte) Nordische Meisterschaft ausgetragen wurde. 
Sie wurde im zweiten, fünften – in diesem, das mit einer 2:5-Niederlage gegen die Nationalmannschaft Norwegens verloren wurde, erzielte sie mit dem Treffer zum 1:1 in der 23. Minute ihr erstes A-Länderspieltor  – und letzten Spiel der EM-Qualifikationsgruppe 1 für die Europameisterschaft 1987 eingesetzt, wie auch in sieben Spielen der Gruppe 1 und dem anschließenden Viertelfinalhinspiel bei der 1:5-Niederlage gegen die Nationalmannschaft Schwedens, womit es mit dem 1:1-Unentschieden im Rückspiel nicht mehr zur ersten Teilnahme an einer Europameisterschaft reichte. Diese wurde 1991 im eigenen Land ausgetragen und ihre Mannschaft setzte sich in der Qualifikationsgruppe 5 ungeschlagen durch. Im einzigen Spiel, in dem gegen die Nationalmannschaft Italiens mit dem 1:1 ein Punkt verloren wurde, wirkte sie mit. In der Finalrunde selbst wurde sie im Halbfinale gegen die Nationalmannschaft Norwegens und im Spiel um Platz 3 gegen die Nationalmannschaft Italiens eingesetzt; es war zugleich ihr letztes Spiel als Nationalspielerin.

## Erfolge
- Dritter Europameisterschaft 1991